# カンティ・バジパイ
カンティ・バジパイ (英語:Kanti Prasad Bajpai ) は、インドの学者・分析家で、インドのデヘラードゥーンにあるドゥーン・スクールの前校長であり、インドのテレビで注目されている国際問題分析家である。インド・中国関係の専門家として知られる。現在、シンガポール国立大学の教授であり、リー・クアンユー公共政策大学院の研究担当副学長を務めていた。

## 青年期と教育
カンティ・バジパイは、インドの著名な外交官の家系に生まれた。父のUma Shankar Bajpai は元駐カナダ高等弁務官。
叔父のK.S. Bajpaiは元駐米大使であり、祖父のGirija Shankar Bajpaiはインドが独立する前に在米インド総領事を務めていた。
バジャパイは、他の家族同様、名門ドゥーン・スクールで学校教育を受けた。1972年にドゥーンを離れた後、カナダのブリティッシュ・コロンビア大学で経済学の学士号と政治学の修士号を取得し、1981年にドゥーン・スクールに戻って教鞭をとった。バジパイ博士は北米に渡り、1982年にイリノイ大学で政治学の博士号を取得した。

## 経歴
1989年にインドに帰国し、バローダのマハラジャ・サヤジラオ大学で3年間教鞭をとった後、アメリカのウェスリアン大学で教鞭をとる。1993年には再びインドに戻り、ラジーヴ・ガンディー財団の現代研究所で教鞭をとるようになった。1994年、ジャワハルラール・ネルー大学に国際関係学の教授として赴任。2000年には、インディアナ州サウスベンドのノートルダム大学で客員教授を務めた。また、同年、ワシントンD.C.のブルッキングス研究所で研究員を務めた。
2003年6月には、ドゥーン・スクールの第8代校長に就任。在任中、施設の近代化に尽力した。
2009年に校長としての任期を終えた後、オックスフォード大学ウォルフソン・カレッジのSchool of Inter Disciplinary Area studiesに参加するためにドゥーンを離れた.。 オックスフォード大学での短期間の勤務の後、シンガポール国立大学のリー・クアンユー公共政策大学院に上級教授として参加した 。

## 安全保障
カンティ・バジパイは、「大国間の安定を目的としたアジアの安全保障組織の必要性がますます高まっている」「米国、中国、ロシアなどの大国がそうした地域安全保障メカニズムに懐疑的であろうとも、激化する対立や、さらには最悪の場合の意図せぬ戦争を回避するためにも、各国にとって参加する意義はある」と述べている。

## 中国とインドの関係
「Why India and China Cannot Be Friends(邦題:インドと中国はどうして友人になれないのか)」という書籍を出版しており、「遠くの大国との準同盟を通じてインドの力を構築することは、インドのアプローチの中核となる」と述べている。
インドと中国は、「互いの認識」、「領土の境界」、「大国との戦略的パートナーシップ」、「権力構造の違いの影響」で友人にはなれず溝が大きいとも述べている。

## 書籍
- South Asia after the Cold War: international perspectives, by Kanti P. Bajpai, Stephen P. Cohen, Program in Arms Control, Disarmament and International Security. Westview Press, 1993. ISBN 0-8133-8762-0.
- Interpreting world politics: essays for A.P. Rana, by A. P. Rana, Kanti P. Bajpai, H. C. Shukul. Sage Publications, 1995. ISBN 0-8039-9210-6.
- International Relations in India: Theorising the region and nation, by Kanti P. Bajpai, Siddharth Mallavarapu. Orient Blackswan, 2005. ISBN 81-250-2640-1. Excerpts
- International Relations in India: Bringing theory back home, by Kanti P. Bajpai, Siddharth Mallavarapu. Orient Blackswan, 2005. ISBN 81-250-2639-8.
- "Chapter 2 – Pakistan's Future: Muddle Along (Book: The Future of Pakistan by Stephen P.Cohen & Others, 2011). ISBN 978-0-8157-2180-2
- India Versus China: Why They Are Not Friends. June 2021. Kanti Bajpai. Juggernaut.[11][12]

## 賞
- K Subrahmanyam Award – Award for Excellence in research and strategic security issues.[13]